# Kose (Jõhvi)
Kose est un village de la Commune de Jõhvi du Comté de Viru-Est en Estonie. Au 1er janvier 2012, sa population était de 156 habitants. 